# Ren Chengyuan
Ren Chengyuan (chiń. 任成远; ur. 20 września 1986 w prowincji Jiangsu) – chińska kolarka górska, dwukrotna medalistka mistrzostw świata U-23.

## Kariera
Pierwszy sukces w karierze Ren Chengyuan osiągnęła w 2006 roku, kiedy zdobyła złoty medal w cross-country w kategorii U-23 podczas mistrzostw świata w Rotorua. W tej samej kategorii wiekowej wywalczyła srebrny medal na rozgrywanych rok później mistrzostwach świata w Fort William. W zawodach tych wyprzedziła ją jedynie jej rodaczka Liu Ying. Ponadto w sezonie 2007 Pucharu Świata w kolarstwie górskim zajęła trzecie miejsce w klasyfikacji generalnej cross-country, ulegając jedynie Rosjance Irinie Kalentjewej i Marie-Hélène Prémont z Kanady. W 2008 roku wystąpiła na igrzyskach olimpijskich w Pekinie, gdzie rywalizację w cross-country ukończyła na piątej pozycji. W 2010 roku otrzymała złoty medal igrzysk azjatyckich w konkurencji cross-country.